# Fritz Pfenninger

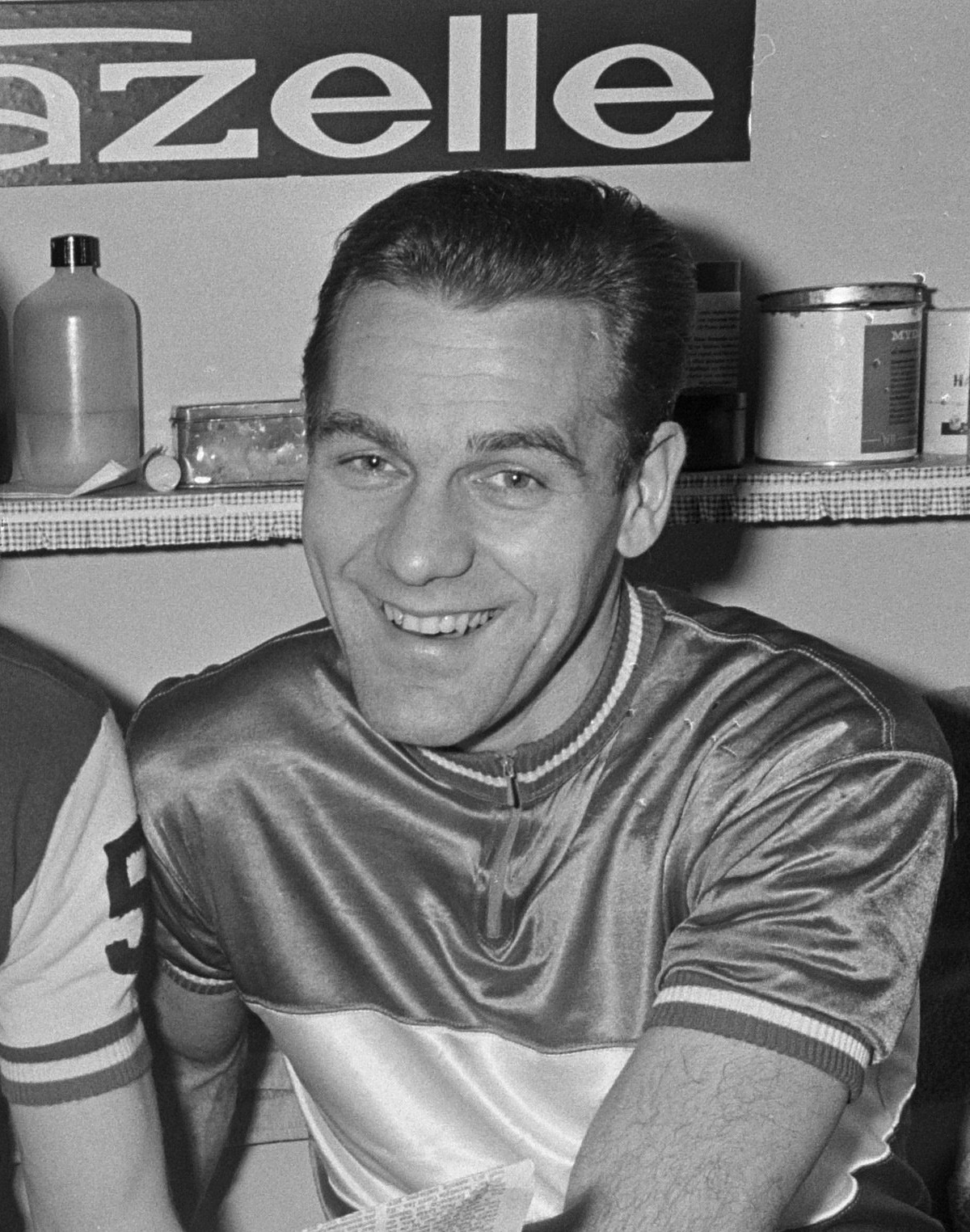
Fritz Pfenninger in 1966

Fritz Pfenninger (Zürich, 15 oktober 1934 – Zürich, 12 mei, 2001) was een Zwitsers baanwielrenner.

## Biografie
Pfenninger was professioneel wielrenner van 1954 tot 1972. Hij was vooral succesvol als zesdaagsewielrenner. Hij heeft in totaal uit 181 starts in zesdaagsen, 33 eindoverwinningen in deze wedstrijden op zijn naam staan en neemt hiermee 13e plaats in op de lijst van meeste overwinningen. Van deze 33 overwinningen heeft hij er 19 samen met Peter Post behaald.
Hij is ook driemaal winnaar geworden van het Europees Kampioenschap koppelkoers (madison) op de baan; in 1962 samen met Klaus Bugdahl en in 1964 en 1967 samen met Peter Post. In 1960 werd de als uitstekend sprinter bekendstaande Zwitser Europees Kampioen Omnium.

## Overzicht Zesdaagse overwinningen
| Nr. | Jaar   | Zesdaagse van | Samen met                 |
| --- | ------ | ------------- | ------------------------- |
| 1.  | 1956-2 | Århus         | Oskar Plattner            |
| 2.  | 1957   | Kopenhagen    | Jean Roth                 |
| 3.  | 1958   | Zürich        | Jean Roth                 |
| 4.  | 1958   | Münster       | Jean Roth                 |
| 5.  | 1960   | Münster       | Jean Roth                 |
| 6.  | 1961-2 | Berlijn       | Klaus Bugdahl             |
| 7.  | 1961   | Frankfurt     | Klaus Bugdahl             |
| 8.  | 1962   | Essen         | Klaus Bugdahl             |
| 9.  | 1962   | Frankfurt     | Klaus Bugdahl             |
| 10. | 1962   | Zürich        | Klaus Bugdahl             |
| 11. | 1963   | Keulen        | Peter Post                |
| 12. | 1963   | Brussel       | Peter Post                |
| 13. | 1963   | Zürich        | Peter Post                |
| 14. | 1964   | Antwerpen     | Peter Post en Noël Foré   |
| 15. | 1964-2 | Berlijn       | Peter Post                |
| 16. | 1964   | Dortmund      | Rudi Altig                |
| 17. | 1964   | Brussel       | Peter Post                |
| 18. | 1964   | Zürich        | Peter Post                |
| 19. | 1964   | Berlijn       | Peter Post                |
| 20. | 1965   | Dortmund      | Peter Post                |
| 21. | 1965   | Zürich        | Peter Post                |
| 22. | 1966   | Essen         | Peter Post                |
| 23. | 1966   | Antwerpen     | Peter Post en Jan Janssen |
| 24. | 1966   | Quebec        | Sigi Renz                 |
| 25. | 1966   | Gent          | Peter Post                |
| 26. | 1966   | Amsterdam     | Peter Post                |
| 27. | 1967   | Bremen        | Peter Post                |
| 28. | 1967   | Essen         | Peter Post                |
| 29. | 1967   | Antwerpen     | Peter Post en Jan Janssen |
| 30. | 1967   | Frankfurt     | Peter Post                |
| 31. | 1968-2 | Montreal      | Louis Pfenninger          |
| 32. | 1968   | Zürich        | Klaus Bugdahl             |
| 33. | 1970   | Zürich        | Peter Post en Erich Spahn |

| Aantal | Samen met                                                                                                |
| ------ | --- |
| 19     | - Peter Post                                                                                             |
| 6      | - Klaus Bugdahl                                                                                          |
| 3      | - Jean Roth                                                                                              |
| 2      | - Jan Janssen                                                                                            |
| 1      | - Oskar Plattner - Hans Junkermann - Noël Foré - Rudi Altig - Sigi Renz - Louis Pfenninger - Erich Spahn |